# 北上幹線
北上幹線(きたかみかんせん)とは、岩手県盛岡市の岩手変電所から宮城県加美郡加美町の宮城変電所に至る、東北電力の送電線である。

## 概要
東北電力管内の電力の安定供給を図るため、青森県上北郡七戸町の上北変電所から岩手県盛岡市の岩手変電所に至る十和田幹線とともに下北半島に建設される、原子力発電所の発生電力の送電を目的とし、平成18年9月から建設を開始、平成23年6月に運用を開始した。
平成18年時点での計画では平成22年12月、その後見直しし平成25年10月の運用開始としていたが東日本大震災の発生に伴い、東北電力管内で広域にわたる停電が発生また、4月7日の余震によっても停電が発生。今後も余震による停電が懸念されることから、1年4か月前倒しでの運用開始となった。
既存の送電線に加え、十和田幹線、北上幹線の大容量基幹送電線が運用を開始することにより、東北北部と南部での連携を増強し、電力系統の強化を図って建設された。
また、東通原子力発電所の外部電源確保の信頼向上も期待される。

### 区間
岩手変電所～宮城変電所

### 鉄塔基数
453基

### 亘長
184.4Km

### 電圧
500kV（50万ボルト）

### 回線数
2回線

### 使用電線
(おもに)亜鉛めっき鋼心アルミ合金より線（超強力・耐熱）
530㎟×4導体 